# میرزا حسین‌خان سپهسالار
میرزا حسین قزوینی (۱۲۰۶–۱۲۶۰ ش ۱۸۲۷ تا ۱۸۸۱ م) ملقب به مشیرالدوله، و سپهسالار، سیاستمدار ایرانی کنسول وزیر جنگ و صدراعظم بود. پدر وی میرزا نبی خان امیردیوان قزوینی داماد فتحعلی‌شاه قاجار بود.

## زندگی
وی فرزند میرزا نبی قزوینی و برادر میرزا یحیی مشیرالدوله بود.
امیرکبیر با پدرش، روابط نزدیک داشت و فرزندان او را به کارهای دولتی گماشته، میرزاحسین‌خان را برای تحصیل و فراگیری زبانهای فرانسوی و عربی به خارجه فرستاد.
مناصب وی به قرار زیر است:
۱۸۴۸–۱۸۵۱ م کارپرداز ایران در بمبئی
۱۸۵۱–۱۸۵۶ م کنسول ایران در تفلیس
۱۸۵۶–۱۸۶۶ م وزیر مختار ایران در استانبول
۱۸۶۶–۱۸۶۸ م سفیرکبیر ایران در استانبول
مهر ماه۱۲۵۰ (اکتبر ۱۸۷۱ م) وزیر جنگ
۱۸۷۱–۱۸۷۳ م صدراعظم
تا مهر ۱۲۵۹ (اکتبر ۱۸۸۰) وزیر جنگ و خارجه
۱۲۵۹ تا ۱۲۶۰ (۱۸۸۰ تا ۱۸۸۱) حاکم قزوین و سپس خراسان
او در ۳۰ آبان ۱۲۶۰ هجری خورشیدی (م۱۸۸۱) در مشهد درگذشت.

## همسر
ماه تابان خانم (قمر السلطنه) دختر نوش آفرین خانم (فرزند بدرخان زند) و چهل و ششمین دختر فتحعلی شاه قاجار بود. قمرالسلطنه بعد از فوت پدرش، فتحعلی شاه قاجار، به عقد میرزا حسین خان سپهسالار (مشیرالدوله) درآمد. ماه تابان خانم زن خیّری بود و هر ساله پنجاه هزار تومن از درآمد املاک و مستغلات خود را صرف تزئین و مرمت آرامگاه‌های پیشوایان دین می‌کرد و موقوفاتی نیز داشت. به دنبال مجلس‌های روضه‌خوانی، تعزیه‌های زنانه در منزل قمرالسلطنه شکل گرفت. بازیگران و تماشاچیان این نمایش‌ها زنان بودند. بدینوسیله وی باجناغ آقاخان اول رئیس فرقه اسماعیلیه بود.

## فکر اصلاحات
دورهٔ اقامت وی در استانبول(۱۸۵۶–۱۸۶۸) مصادف با دوره تنظیمات (۱۸۳۹–۱۸۷۶) و مخصوصاً تنظیم نخستین قانون اساسی عثمانی در ۱۸۶۳ بود و احتمالاً اطلاعاتی در زمینه تلاش آنها برای قانون و آزادی به وی می‌رسیده‌است. او با انجمن مخفی عثمانی‌های جوان در ارتباط بود و از اندیشه‌های پیشروی آنان بسیار تأثیر پذیرفته بود.
در سال ۱۲۴۹ ش ۱۸۷۰م، ناصرالدین شاه به عتبات سفر کرد و در مسیر اوضاع پریشان مردم ایران را مشاهده کرد و با ورود به خاک عثمانی اصلاحات مدحت پاشا را مشاهده و مقایسه کرد. میرزاحسین در این سفر به عنوان سفیر همراه شاه بود، در زمینه اصلاحات عثمانی و لزوم انجام اصلاحات با او گفتگو می‌کرد.
شاه در پایان این سفر، میرزا حسین‌خان را با خود به تهران آورد و او را به «وزارت عدلیه و اوقاف و وظایف» گمارد.

## فهرست اصلاحات
سپهسالار نسل سوم اصلاح‌گری پس از عباس میرزا و امیرکبیر، بود.
از جمله اصلاحات او:
1. قانون‌گذاری با هدف تغییر حکومت خودکامه فردی به حکومت قانونمند
2. کاهش قدرت حکام و حفظ حقوق رعیت
3. استخدام معلم از اتریش برای ایجاد قشون منظم
4. تأسیس مدرسه نظامی (اتاماژوری) برای تربیت افسران
5. ایجاد عدلیه جدید
6. تأسیس «صندوق عرایض» تا مردم شکایات خود را در آن صندوق بریزند
7. تأسیس کارخانه اسلحه‌سازی و مهمات جنگی با قوه ماشین بخار
8. تأسیس پستخانه و انتشار تمبر پستی
9. ساده نمودن سبک نگارش در مکاتبات دولتی
10. تقویت دارالفنون
11. تأسیس مدرسهٔ سپهسالار و مسجد سپهسالار
12. انتشار روزنامه‌های وقایع عدلیه، نظامی، مریخ، وطن، و یک سالنامه
13. استخدام مشاوران و متخصصین اتریشی برای اصلاح امور مالیه و بهره‌برداری از معادن
14. تأسیس ضرابخانه و طرح سکه جدید

## اشتباهات
1. رواج کشت تریاک در ایران
2. مال اندوزی در موقع منصب دولتی
3. انعقاد قرارداد رویتر
4. مردمی بودن یا عوام‌فریبی؟

### رواج کشت تریاک
کاهش تولید ابریشم و خشکسالیهای پی در پی باعث بحران اقتصادی شده بود. احتمالاً این باعث شد سپهسالار به فکر بیافتد که از درآمد صدور تریاک می‌شود به کشور کمک کرد.
میرزاحسین‌خان در مأموریت بمبئی، در یکی از گزارشهای خود منافع کشت خشخاش در ایران را از نظر صادرات گوشزد کرد و دولت نیز بر اساس این گزارش، کشت خشخاش را در دستور قرار داد و به ترویج آن پرداخت.
فریدون آدمیت می‌نویسد:
می‌دانیم که کشت خشخاش از قرون پیش در ایران وجود داشت و در عهد صفویان محلولی از شراب و کوکنار می‌نوشیدند. اما نه خشخاش‌کاری زیاد بود و نه نوشیدن آن محلول متداول تا نیمه سدهٔ گذشته نیز کشت خشخاش رواجی نداشت و در نوشته‌های مؤلفان خارجی که در این زمان به ایران آمده‌اند، هیچ اشاره‌ای به تریاک کشیدن نیافتیم. و حال آن‌که از عادت غلیان کشیدن و کشت تنباکو اغلب سخن گفته‌اند. اما در این سال‌هاست که می‌بینیم به کشت تریاک توجهی شده‌است؛ مثلاً در ۱۲۶۷ قمری (۱۸۵۰م) تریاک‌کاری در اطراف تهران به مرحله آزمایش درآمد که حاصل آن را بسنجند. پس از ده سال یعنی از حدود سال ۱۲۷۷ قمری (۱۸۶۰ م) به بعد است که در آثار مؤلفان اروپایی به عادت تریاک کشیدن [ایرانیان] اشاره گردیده؛ تا این‌که دامنه آن گسترده شد و اغلب ولایات ایران را فرا گرفت. ظاهراً از ۱۸۷۰ میلادی تریاک ایران به‌عنوان ماده صادرات بین‌المللی درآمد، و کشاورزان رفته‌رفته قسمتی از اراضی گندم‌خیز را به کشت خشخاش تخصیص دادند.
در اولین سال زراعی پس از صدارتش کشت تریاک چنان توسعه یافت که در کنار عامل خشکسالی به‌عنوان یکی از عوامل مؤثر در رکود کشت غلات و سایر محصولات، موجب بروز قحطی وحشتناک در کشور گردید.
کنسول انگلیس در بوشهر دراین‌باره می‌نویسد:
«چند سال قبل سود حاصله از تریاک، توجه ایرانیان را جلب کرد و تقریباً تمامی اراضی موجود و مناسب در یزد، اصفهان و جاهای دیگر به کشت خشخاش اختصاص یافت و کشت غلات و سایر محصولات پشت‌گوش انداخته شد . . . [این مسئله] با خشکسالی و سایر عوامل تلفیق شد و منجر به قحطی سال ۱۸۷۱–۱۸۷۲ گردید.»

### مال اندوزی و رشوه خواری
وی پس از مأموریت سه ساله بمبئی با ثروت افسانه ای ۱۵۰ هزار روپیه به کشور برمیگردد. در توجیه نحوه کسب این ثروت عظیم مدعی شد در بمبئی یکی‌دو نفر از تجار ایرانی از دنیا رفتند و مبلغ زیادی از مال آنها به او رسید! همچنین مدعی شد آقاخان محلاتی، باجناغ وی به نیت او در شرط‌بندی اسبدوانی شرکت کرده و برنده شده پول هنگفتی به او داده‌است!
اعتمادالسلطنه می‌نویسد:
«این قضایای اسبدوانی و شرط‌بندی در آن، همچنین مصادره یک کرور روپیه مایملک حاج‌هاشم نمازی شیرازی در بمبئی را میرزاتقی‌خان اتابک اعظم در تهران شنیده، قصدش این بود که پس از مراجعت میرزاحسین‌خان از بمبئی او را تنبیه کند لکن او وقتی به تهران آمد که میرزاتقی‌خان از میدان صدارت و حیات بیرون رفته بود.»
«خودش روزی در حضور ناصرالدین‌شاه که صحبت از منشأ تمول سرشارش بود، به‌صراحت اعتراف کرد که در زمان سفارتش در استانبول در سفری که به اروپا می‌کرده، یکی از ثروتمندان معروف عثمانی را که مرتکب قتلی شده بوده‌است، با استفاده از مصونیت دیپلماتیک سفرا در لباس پیشخدمتی سفارت ایران در کشتی نشانده و با خود به اروپا فرار داده‌است و قاتل ترک (به اعتراف خود سپهسالار در حضور ناصرالدین‌شاه) صدهزار لیره طلا به‌عنوان سپاس و مزد این عمل به او تقدیم کرده بوده‌است.»
«در زمان صدارت میرزاآقاخان نوری موقعی که [میرزاحسین‌خان] سرکنسول ایران در تفلیس بود، گندم به قیمت خیلی ارزان از آذربایجان وارد می‌کرد و به روسها که مشغول جنگ در شبه‌جزیره کریمه بودند به قیمتهای هنگفت و سرسام‌آور می‌فروخت»
مخبرالسلطنه هدایت می‌نویسد:
«می‌گویند مکنت ارفع‌الدوله و میرزاحسین‌خان سپهسالار و امثال اینان از کجاست؟ بمبئی، تفلیس، اسلامبول برای مأموران دولت گنج بادآور است، بدبخت ملت با این زمامداران!»

### انعقاد قرارداد رویتر
سپهسالار تصور می‌کرد با تحویل کلیه امور کشور به یک تاجر انگلیسی می‌تواند در سفر به لندن از انگلستان تقاضا کند کشور ایران را تحت قیمومیت نظامی خود قرار دهند و این یک اشتباه فاحش بود. که در عمل هم پس از مذاکره با مقامات انگلیسی ثابت شد.
این قرارداد بقدری مبتذل بود که بیست سال بعد لرد کرزان نوشت:
«پیش از این راجع به امتیاز اصلی و معروف سال ۱۸۷۲ رویتر اشاراتی نمودم. این موضوع به‌قدری در اروپا هیجان ایجاد کرد که . . . بخاطر وجود وجه مقایسه‌ای بین آن سند و امتیازنامه بانک شاهنشاهی و هم از لحاظ این‌که برجسته‌ترین نمونه تاریخی از شیوه کار بی‌بندوبار ایران برای تجارت خویش به دست آمده باشد، قصد دارم مشخصات عمده آن را در اینجا شرح دهم . . . طرح رویتر عالی‌ترین مرحله دوره‌ای از احساسات جدی و صمیمانه انگلوفیلی در تهران و آن شاهکار سیاسی میرزاحسین‌خان، صدراعظم مقتدر بود . . . وقتی که متن آن به‌نظر اهل جهان رسید دریافتند که مشتمل بر کاملترین مواد و واگذاری دربست کلیه منافع صنعتی یک کشور در دست خارجی است که مانند آن هرگز به وهم و گمان احدی درنیامده بود و در تاریخ سابقه نداشته‌است . . . این بود سند حیرت‌انگیزی که انتشارش . . . طوفان هیجان در اروپا برانگیخت.»
«۵۰ هزار لیره میرزاحسین‌خان صدراعظم گرفته، همین‌طورها هم میرزاملکم‌خان، ۲۰ هزار لیره حاجی‌محسن‌خان معین‌الملک، ۲۰ هزار لیره منیرالدوله، مبلغی هم اقبال‌الملک، مبلغی هم مردم دیگر که دست‌اندرکار بوده‌اند. مختصر قریب ۲۰۰ هزار لیره تعارف داده و ۱۰۰ هزار لیره هم خرج کرده.»

### مردمی بودن یا عوام فریبی؟
در قحطی سال ۱۸۷۱ میلادی مجلس اعانه ای برای مبارزه با گرسنگی و بیماری در پایتخت تشکیل داد و حتی از مال شخصی خود برای اطعام فقرا دریغ نکرد. نکته جالب در هنگامه این قحطی احتکار و گران‌فروشی غله شهر توسط دو تن از تأمین کنندگان عمده آن یعنی معیرالممالک نظام الدوله و ملاعلی کنی بود.
هرروزه پیش‌ازآن‌که به دربار برود در میدان مشق تهران مبلغی پول می‌برد و به هر فقیر یک قران می‌داد. اشتهار اعانه صدراعظم و بی‌نانی سایر بلاد ایران، فقرا و بیچارگان را از هر طرف به پایتخت دولت کشید، درحالی‌که این شهر به‌حد کفاف خود آذوقه نداشت.»
البته وجدان عمومی در مقصر دانستن میرزاحسین‌خان اشتباه نمی‌کرد؛ چون درواقع تشویق اول بار او از کاشت تریاک در ایران بود که موجب گردید در مدتی کوتاه، تولید آن در کشور به قدری زیاد شد که بخش زیادی از اراضی کشاورزی به جای کشت سایر محصولات حیاتی به تولید این ماده مخدر معطوف گردید و همین امر یکی از عوامل قحطی مزبور بود.

## وزارت عدلیه و اصلاحات در آن
- وی تشکیلات جدید عدلیه را بنیان نهاد
- ۶ مجلس جدا، (تنظیم قانون، تحقیق، جنایات، اجرا، املاک و تجارت) به وجود آمد
- قانون وزارت عدلیه اعظم و عدالتخانه‌های ایران در ۱۱۹ بند در ۳۰ خرداد ۱۲۵۰ تصویب شد.
- استقلال دستگاه قضایی از اجرایی و ایجاد رویه واحد قضایی مورد تأکید قرار گرفت
- برپایی عدالتخانه در ولایات
- ایجاد پست‌های امین عدلیه (رئیس عدالتخانه) و ناظر عدلیه (مدعی العموم)
- رسیدگی به هر نوع تقصیری صرفاً بر عهده عدلیه قرار گرفت و افراد از محاکمه و تأدیب خودسرانه زیردستان خود منع شدند.
- دستورنامه وزیر عدلیه در راستای فرمان شاه به همه حکام کشور صادر شد و در روزنامه رسمی هم چاپ گردید.

قوانین و تشکیلات تازه و تساوی رعیت و حاکم در برابر قانون با استقبال مردم روبرو شد میرزا حسین خان بعدها در نامه‌ای به شاه اشاره می‌کند که در صدارت من یک نفر چوب نخورد، یک گوش بریده نشد.
حتی اعتماد السلطنه که میانه خوبی با او نداشت در حقش گفت که عدالت عمر را بر پا ساخت.

## دورهٔ صدراعظمی

نگاره‌ای دیگر از میرزا حسین خان مشیرالدوله (سپهسالار) صدراعظم ایران

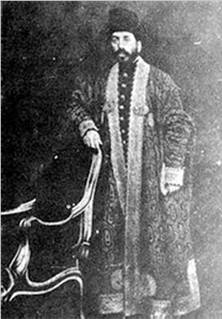
نگاره‌ای از میرزا حسین خان مشیرالدوله (سپهسالار) صدراعظم ایران

در مهر۱۲۵۰ ش (اکتبر ۱۸۷۱) با فرمان ناصرالدین شاه با لقب سپهسالار به وزارت جنگ و در آبان همان سال صدراعظم شد.

### اقدامات

#### قانون‌گذاری
وی با همکاری میرزا یوسف مستشارالدوله دو طرح قانون اساسی به شاه ارائه داد.
طرح اول شامل موارد ذیل بود:
1. یگانگی دولت و ملت
2. حفظ مال و جان و ناموس مردم
3. آزادی مذهب
4. تفکیک قانون‌گذاری از اجرای قانون
5. جدایی دین از سیاست

این طرح مورد قبول شاه واقع نشد.
طرح دوم که عقب‌نشینی از طرح اول بود با نام لایحه تشکیل دربار اعظم در سال ۱۲۵۱ (۱۸۷۲) به تصویب شاه رسید. اساس این طرح تبدیل دستگاه سنتی صدارت به یک هیئت وزاری مسئول است.
در این طرح مسئولیت‌های دولت به نه وزرات خانه تقسیم شد، هر یک از وزرا در اداره وزارت خانه خود مستقل بود، هیئت وزرا مسئولیت مشترک هیئت دولت را بر عهده داشتند و در برابر صدراعظم (رئیس دولت) مسئول بودند و در نهایت صدراعظم در برابر شاه مسئول بود.
هیئت دولت اختیار قانون‌گذاری بر اساس رأی اکثریت را داشت. شاه در پاسخ به این ترتیب جدید می‌نویسد:
این تفصیل وزرا و دربار که نوشته‌اید، بسیار بسیار پسندیدم؛ و انشاءالله قرارش را بزودی بدهید و معمول بدارید که هر قدر به تعویق بیافتد باعث ضرر دولت است. با این ترتیب جدید، شاه مسئولیت داشتن هیئت دولت را می‌پذیرد و در امور وزرا و عزل و نصب حکام دخالت نمی‌کند.
سپهسالار در ادامه تلاش‌های خود قانون تنظیمات را در سال ۱۲۵۲ (۱۸۷۳م) برقرار می‌سازد. هدف اصلی این قانون تمرکز قدرت سیاسی در پایتخت محدود کردن قدرت حاکمان ولایات و سران قشون بود.
بر اساس این قانون مجلس تنظیمات ولایتی شامل رؤسای ادارات دولتی (مستوفی، مأمور وزارت جنگ، امین دیوانخانه، …) منهای حاکم تشکیل می‌شد و اموری مانند تقسیم میزان مالیات، گمرک و خالصه، سربازگیری، ایلات، سرشماری جمعیت، امور عمومی شهری، مستمری و وظیفه، اوقاف، و اجرای احکام شرعی بر عهده این مجلس قرار می‌گرفت. وظیفه حاکم تنها حفظ امنیت شهر و راه‌ها و گرفتن مالیات بود. این قانون به صورت آزمایشی در سال ۱۲۵۲ در تهران و چند ولایت دیگر اجرا می‌شود.

#### امتیاز رویتر
با امضای قرارداد رویتر در سال ۱۲۵۱ ش (۱۸۷۲ م) امتیازات ذیل به بارون ژولیوس دو رویتر انگلیسی واگذار شدند:
1. امتیاز انحصاری ایجاد راه‌آهن از دریای خزر تا خلیج فارس
2. دایر کردن تراموای شهری، بهره‌برداری از معادن (به غیر از معادن طلا و نقره و جواهر و معادنی که ملک مردم است) و جنگل‌ها به مدت ۷۰ سال
3. اجارهٔ گمرکات به مدت ۲۵ سال
4. صاحب امتیاز حق انتقال تمام یا قسمتی از آن را به دیگران داشت.
5. کمپانی اختیار داشت برای سرمایه اولیه ۶ میلیون لیره انگلیسی اوراق قرضه صادر نماید. (درآمد سالانه دولت در آن زمان حدود ۳ میلیون لیره انگلیسی بود).
6. سهم ایران از سود راه‌آهن ۲۰٪ و معادن و جنگل‌ها ۱۵٪ تعیین شد.
7. سهم ایران از سود گمرک ۶۰٪ تعیین گردید.
8. پس از امضای قرارداد، کمپانی رویتر مبلغ ۴۰ هزار لیره انگلیس به نام دولت ایران در بانک انگلستان می‌گذاشت تا در صورت تأخیر بیش از ۱۵ ماه در اجرای قرارداد ضبط شود.[۲۰]

به عقیده فریدون آدمیت، عمده‌ترین اشکالات این قرارداد موارد ذیل بودند:
1. وسیع بودن دامنه امتیازات اقتصادی آن
2. رویتر حق فروش امتیاز به غیر داشت که می‌توانست دشواری‌های سیاسی ایجاد کند
3. ایران از قراردادن بند حق بازرسی و نظارت بر شرکت در مفاد قرارداد غفلت کرده بود
4. رویتر سرمایه‌دار چندان معتبری نبود.[۲۰]

#### ترتیب دادن سفر شاه به اروپا
سپهسالار با برنامه‌ریزی و متقاعد کردن شاه امیدوار بود به اهداف زیر در این سفر جامه عمل بپوشاند:
1. مشاهده نظم و پیشرفت اروپا انگیزه کافی در ناصرالدین شاه و اطرافیانش برای اجرای اصلاحات ایجاد کند.
2. دیدار از نمایشگاه جهانی وین ۱۸۷۳
3. کمک گرفتن از اتریش برای اصلاحات
4. مذاکره با مقامات انگلیسی و متقاعد کردن ایشان برای تحت الحمایه قرار دادن ایران در برابر حمله روسیه در برابر قرارداد رویتر

## برکناری
در لندن شاه و صدراعظم نتوانستند تضمینی در مورد حمایت نظامی دولت انگلیس از ایران بخاطر قرارداد رویتر به‌دست آوردند. در روسیه هم شاه با اعتراض تزار در مورد قرارداد روبرو شد.
در بندرانزلی تلگرافی با امضای ۸۰ نفر از درباریان با درخواست عزل سپهسالار رسید. درباریان در خانه انیس الدوله، زن سوگلی شاه، رفته گروهی از مردم هم در ارگ شاهی جمع شده بودند.
سپهسالار استعفا داد و شاه استعفا را رد کرد تا اینکه نامه تندی از دو مجتهد بنام پایتخت، ملاعلی کنی و سید صالح عرب رسیده، سید صالح عرب، صدراعظم را واجب القتل دانست. شاه تسلیم شده استعفا را پذیرفت و سپهسالار به رشت رفت.
برکناری او موجب آبروریزی در اروپا بود و شاه نمی‌خواست دولت در برابر مخالفان و روسیه ضعف نشان دهد.
شاه پس از بازگشت به پایتخت و آرام کردن اوضاع میرزا حسین خان را برای پست‌های وزارت خارجه و جنگ به تهران فرا خواند.
قسمتی از نامه شاه به میرزاحسین خان پنج روز پس از بازگشت به تهران:
کارها پیچیده‌است، وزرا تعیین شده و می‌شوند، امور عمده بر عهده شوراست، خودم بالای سر کار هستم مال دولت تلف نشود، در مورد وزارت خارجه حکم احضار شما می‌رسد، ما را ملون المزاج ندانید، کارها روی هم مانده، یک وزیر بسیار بسیار بزرگ باید او را انجام بدهد، اگر کوتاهی کنید شرط نوکری را به جا نیاورده اید، در حضور شما سایر وزرا هم نمی‌توانند خلافی در کارهای سپرده به خود بکنند، به وزرا و شاهزاده‌ها جیزی نگویید که باعث توحش و رنجش شود.
پاسخ میرزاحسین خان:
سارق نبودم و اجازه سرقت هم نمی‌دادم. در دوران من یک نفر چوب نخورد، به اقوام و عشایر خودم رو ندادم و مسلط به مردم نکردم.
وی ناآرامی‌های پایتخت را هم ساختگی خواند.
سپهسالار از سفر به فرنگستان و عتبات هم منع شد. با توجه به سرنوشت امیرکبیر بر جان خود بیمناک بود. در نهایت به حکومت زادگاه خود قزوین فرستاده شده و تحت نظر بود نامه‌ها و تلگراف‌هایش خوانده می‌شدند.

## سپهسالار و مردم

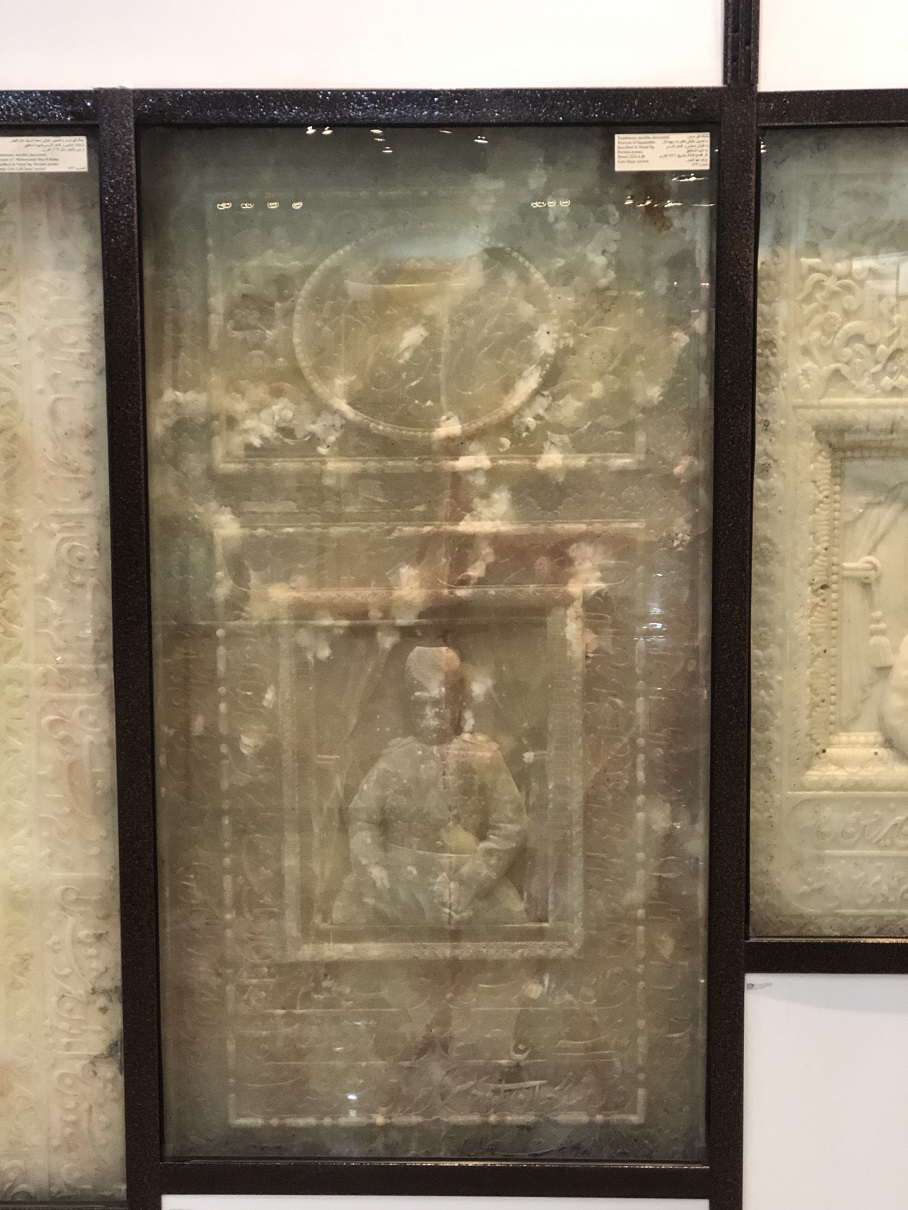
سنگ قبر سپهسالار در موزه عبدالعظیم

فریدون آدمیت می‌گوید: هیچ وزیری مانند میرزا حسین خان مفهوم ملت را داخل عرف سیاست نکرد، همواره بعد از لفظ خدمت به دولت ملت را می‌آورد.